# Макаревич, Идея Григорьевна
Иде́я Григо́рьевна Макаре́вич (30 марта 1927, Владивосток, Дальневосточный край — 25 января 2020, Краснодар) — советская и российская актриса театра, народная артистка РСФСР (1980).

## Биография
Родилась 30 марта 1927 года во Владивостоке в артистической семье. Отец — дипломат, мать — актриса, мать и бабушка были репрессированы. В 1938 году её бабушка вышла из тюрьмы и взяла внучку на воспитание.
В 1947 году окончила Театральную студию при драматическом театре Владивостока (преподаватель профессор Ф. Е. Шишигин). В 1947—1962 годах играла в родном Приморском драматическом театре им. Горького.
В 1962—2020 годах выступала в Краснодарском театре драмы им. Горького. В 1995 году состоялся Всероссийский бенефис артистки на сцене Театра имени Е. Б. Вахтангова в Москве по программе «Национальное достояние России». В равной степени ей были подвластны как комедийные, сатирические, так и острогротескные роли. За годы работы в театре сыграла около 200 ролей.
Избиралась депутатом краевого и городского советов депутатов трудящихся.
Скончалась 25 января 2020 года в Краснодаре. Похоронена на Славянском кладбище Краснодара рядом с мужем.

## Семья
Муж — актёр Николай Васильевич Морщаков (1913—1968). Дочь — актриса Ольга Светлова (род. 1950), заслуженная артистка России (1994), играет в Краснодарском театре драмы.
Зять — актёр Андрей Светлов (1945-2021), заслуженный артист РСФСР. Внучка — актриса Анастасия Светлова, играет в Ярославском драматическом театре.
Сын — актёр Дмитрий Морщаков (род. 1950), заслуженный артист России, выступает в Краснодарском молодёжном театре. Внуки — Николай Морщаков, Мария Морщакова, артисты балета.

## Награды и премии
- Заслуженная артистка РСФСР (1.07.1960).
- Народная артистка РСФСР (27.06.1980).
- Лауреат фестиваля «Актёрские звёзды России» (1993).
- Почётный гражданин города Краснодара (1994)[5].
- Памятная медаль «За выдающийся вклад в развитие Кубани».
- Орден Дружбы (2000).

## Работы в театре
- «Чайка» А. Чехова — Аркадина
- «Женатый жених» Г. Штайна и А. Кузнецовой — Серафима Стукашина
- «Странный доктор» А. Сафронова — Анна Тысячная
- «День чудесных обманов» Р. Шеридана — Дуэнья
- «Миллионерша» Дж. Б. Шоу — Епифания
- «Мораль пани Дульской» Г. Запольской — пани Дульская
- «Живой труп» Л. Толстого — Протасова
- «Старик» М. Горького — Девица
- «Дети солнца» М. Горького — Меланья
- «Васса Железнова» М. Горького — Рашель
- «Солдатская вдова» Н. Анкилова — Полина
- «Последние» М. Горького — Софья
- «Мамаша Кураж» Б. Брехта — мамаша Кураж
- «Приведения» Г. Ибсена — Фру Альвинг
- «Детские шалости» Л. Хелман — мисс Тидфорд
- «Любовь и голуби» В. Гуркина — Надя Кузякина
- «Ретро» А. Галина — Роза Александровна Песочинская
- «Вечера» А. Дударева — Ганна
- «Мамуре» Ж. Сармана — Селина Муре
- «Идиот» Ф. Достоевского — Епанчина
- «Треугольник» А. Попова — Вера Аркадьевна
- «Они были так трепетно счастливы» Н. Птушкиной — Софья Ивановна
- «Любовь…» Э. Радзинского — Старуха
- «Дядя Ваня» А. Чехова — Войницкая
- «Аккомпаниатор» А. Галина — Жанна Владимировна Кораблёва
- «Правда — хорошо, а счастье — лучше» А. Островского — Фелицата
- «Хорош дом, да морока в нём» И. Варавва, Р. Кушнарёва — Бардачиха
- «Бададошкин и сын» Л. Леонова — Домна Ивановна
- «Треугольник» В. Попова — Вера Аркадьевна
- «Фома Фомич» Ф. Достоевского — Крахоткина
- «Старая актриса на роль жены Достоевского» Э. Радзинского — актриса
- «Филумена Мартурано» Эдуардо Де Филиппо — Розалия Солимена
- «Утешитель вдов» Джузеппе Маротта и Белизерио Рандоне